# Alaksiej Kazłou (piłkarz)
Alaksiej Piatrowicz Kazłou (biał. Аляксей Пятровіч Казлоў, ros. Алексей Петрович Козлов, Alieksiej Pietrowicz Kozłow; ur. 11 lipca 1989 w Mińsku) – białoruski piłkarz grający na pozycji obrońcy. Od 2016 jest zawodnikiem Dynamy Mińsk.

## Kariera
Kazłou jest wychowankiem FK Mińsk. Do kadry pierwszego zespołu dołączył w 2007 roku. W rozgrywkach Wyszejszajej lihi zadebiutował 15 kwietnia 2007 w meczu przeciwko FK Smorgonie (1:2). W styczniu 2008 roku odszedł do Tarpiedy-BiełAZ Żodzino. W latach 2014–2015 grał w klubie Biełszyna Bobrujsk, a w 2016 trafił do Dynamy Mińsk.

### Kariera reprezentacyjna
Kazłou reprezentował białoruskie reprezentacyjne kategorie do lat 21 i 23. W 2012 roku został powołany do kadry U-23 na Igrzyska Olimpijskie w Londynie.